# 2921 Sophocles
2921 Sophocles là một tiểu hành tinh [[vành đai chính, được phát hiện bởi Cornelis Johannes van Houten, Ingrid van Houten-Groeneveld và Tom Gehrels in 1960. Nó được đặt theo tên Sophocles, ancient Greek tragic dramatist.
Little is known about Sophocles beyond its orbital parameters và its 4.8-hour period of rotation.